# هارولد بالارد
هارولد بالارد هو لاعب كرة قدم كندية كندي، ولد في 30 يوليو 1903 في تورونتو في كندا، وتوفي بنفس المكان في 11 أبريل 1990.